# Micha Lindenstrauss
Micha Lindenstrauss (hebräisch מִיכָה לִינְדֶּנְשְׁטְרָאוּס, geboren als Michael Lindenstrauss 28. Juni 1937 in Berlin; gestorben 2. Mai 2019 in Israel) war ein israelischer Richter deutscher Herkunft.

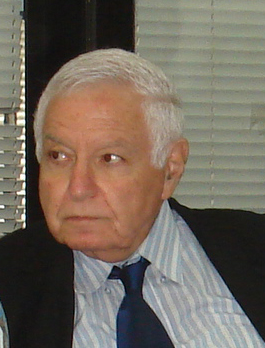
Micha Lindenstrauss (2008)

## Leben
Michael Lindenstrauss war der Sohn des Berliner Rechtsanwalts Walter Aharon Lindenstrauss (1904–1977) und der Medizinalassistentin Margarete Liebenau (1906–). Seine Eltern flohen nach der Reichspogromnacht 1938 mit ihm 1939 nach Palästina. Sein Vater war 1961 Zeuge im Eichmann-Prozess und wurde Ehrenbürger Haifas.
Lindenstrauss studierte ab 1957 Jura an der Hebräischen Universität Jerusalem. Von 1967 bis 1970 arbeitete er als Verwaltungsjurist und Rechtsberater bei den Israelischen Verteidigungsstreitkräften (IDF) in Nablus. 1970/71 war er juristischer Berater im Stab von Ministerpräsident Schimʿon Peres, 1971/1972 war er Militärrichter und ab 1972 Richter am Schiedsgericht Haifa, 1999 wurde er zum Vorsitzenden Richter ernannt. Lindenstrauss nahm verschiedene Beratungsaufgaben wahr, er war Sprecher für den Arbeitsrat Jerusalem, Präsident des Histadrutjugendparlaments, Generalsekretär für die Eingliederung arabischer Flüchtlinge. Er erhielt Lehraufträge an der Universität Haifa. 
Von 2005 bis 2012 war Lindenstrauss Staatskontrolleur und Ombudsmann. Im Unterschied zu seinen Amtsvorgängern ging Lindenstrauss mit den von ihm behandelten Korruptionsfällen verstärkt in die Öffentlichkeit. 2011 ermittelte er gegen Benjamin Netanyahu wegen Vorteilsnahme. 
Lindenstrauss heiratete 1965 Sima Karsenti, sie hatten drei Kinder.

## Schriften (Auswahl)
- Beyond a reasonable doubt : selected issues (he)
- Selected issues on the "presumption of innocence" according to the Israel and the American legal system. 1999 (he)